# Sarkan
Sarkan (oroszul: Шаркан) falu Oroszországban, Udmurtföldön, a Sarkani járás székhelye.
Lakossága: 6614 fő (a 2010. évi népszámláláskor).

## Fekvése
Udmurtföld keleti részén, Izsevszktől kb. 88 km-re, a Sarkanka folyó partján helyezkedik el. A legközelebbi város és vasútállomás a 35 km-re délre fekvő Votkinszk. A járás a köztársaság viszonylag magasabban fekvő területei közé tartozik, kisebb folyók által erősen felszabdalt, dombos vidék.

## Története
A települést írott forrás először 1678-ban említi. Temploma 1838-ban épült, ez az időpont számít a falu (szelo) alapítási évének. A település kisebb kereskedelmi központ volt, elsősorban gabonával kereskedtek. Ezt elősegítette, hogy a falun vezetett át a régi szibériai úton fekvő Gyebjoszit Votkinszkkal összekötő út.
1849-ben a faluban kis vasöntő üzem létesült és a válságos 1910-es évek kivételével (1921-ben folytatta a munkát) csaknem száz évig állt fenn. Helyén a 20. század második felében ruhagyárat alapítottak, melynek magánkézben lévő utóda, a Sarkani Kötöttárugyár 2010-ben sikeresen működött.
A település helytörténeti múzeuma 1997-ben nyílt meg. Kiállítása többek között az udmurt néprajzi gyűjtemény darabjait, a járás történetét, valamint G. Je. Verescsagin udmurt tudós életét mutatja be.

## Népessége
- 1959-ben 3 100 lakosa volt.
- 1970-ben 4 283 lakosa volt.
- 1979-ben 5 762 lakosa volt.
- 1989-ben 6 532 lakosa volt.
- 2002-ben 6 596 lakosa volt, melynek 72,3%-a udmurt, 24,6%-a orosz, 0,3%-a tatár.
- 2010-ben 6 614 lakosa volt.